# Habrobracon erucarum
Habrobracon erucarum är en stekelart som beskrevs av Joseph Augustine Cushman 1920. Habrobracon erucarum ingår i släktet Habrobracon och familjen bracksteklar. Inga underarter finns listade i Catalogue of Life.